# Розріз гораївської свити
Ро́зріз гора́ївської сви́ти — геологічна пам'ятка природи місцевого значення в Україні. Розташована в межах Кам'янець-Подільського району Хмельницької області, на південно-східній околиці села Гораївка. 
Площа 2,1 га. Статус присвоєно згідно з рішенням облвиконкому від 04.09.1982 року № 278 для збереження унікальних стратиграфічних профілів осадових порід. Перебуває у віданні: Староушицька селищна рада. 
Пам'ятка природи розташована у верхній частині яру. Являє собою повний літологічний розріз гораївської свити з комплексом викопної фауни силурійського періоду. Шар свити становить 3,5 м. Породи представлені сірими та жовто-сірими вапняковими пісковиками, дріднозернистими у верхній частині розрізу. В середній частині свити пісковики середньозернисті, з вкрапленнями кварцу, алевролітами та аргілітами. Трапляються залишки брахіопод, мохуваток, наутилоїдей, криноїдей тощо.